# Pyura curvigona
Pyura curvigona is een zakpijpensoort uit de familie van de Pyuridae. De wetenschappelijke naam van de soort is voor het eerst geldig gepubliceerd in 1950 door Tokioka.